# Contraddizioni
Contraddizioni è l'album di debutto del cantante italiano Pier Cortese, pubblicato originariamente nel 2006 ed in riedizione il 2 marzo 2007 con l'aggiunta del brano Non ho tempo, presentato al Festival di Sanremo.
Dall'album è stato tratto il singolo Dimmi come passi le notti, di cui è stato realizzato anche un videoclip.

## Tracce
Testi e musiche di Pier Cortese e Franco Fasano.
1. Il clown - 4:41
2. Non capirò mai - 3:46
3. Il basilico - 3:35
4. Souvenir - 3:31
5. Tu per me - 3:23
6. Donne di paese - 3:48
7. Contraddizioni - 3:17
8. Prima che cambierà - 3:19
9. Dimmi come passi le notti - 3:32
10. Non ho tempo - 3:23
11. Io pago - 3:20
12. La canzone silenziosa - 3:11
13. Sentimento maleducato - 3:44

## Formazione
- Pier Cortese – voce, cori, chitarra acustica, dulcimer, rullante, chitarra classica, armonica
- Alessandro Canini – batteria, cori, programmazione, sintetizzatore, chitarra elettrica, percussioni, pianoforte, basso
- Giuseppe Mangiaracina – basso
- Fernando Pantini – chitarra elettrica
- Danni Negroponte – fisarmonica
- Francesco Musacco – tastiera, programmazione
- Riccardo Corso – chitarra elettrica, slide guitar, charango
- Sergio Quarta – percussioni
- Puccio Panettieri – batteria
- Luca Bulgarelli – contrabbasso
- Andrea Di Cesare – violino
- Jean Medi – violoncello
- Gino Canini – tromba, flicorno
- Walter Fantozzi – trombone
- Andrea Gianolla – clarino, sax contralto
- Raffaello Simeoni – fischio, musette de cour